# Robotics
Robotics è una serie a fumetti di genere fantascientifico italiana creata da Claudio Iemmola e pubblicata dalla casa editrice Shockdom dal 2014.

## Storia editoriale
Nel novembre 2014, in occasione del Lucca Comics & games, all'interno della rivista Yang (shockdom) è uscito uno spin off a colori "Le Origini del Male", di 18 pagine, scritto e inchiostrato da Claudio Iemmola e disegnato e colorato da Giacomo Pilato. La copertina del primo volume è a cura di Christian G. Marra mentre la copertina del secondo volume è a cura di Sudario Brando.

## Trama
In un futuro prossimo la razza umana è in pericolo di estinzione a causa delle proibitive condizioni climatiche del pianeta e per il diffondersi inarrestabile del Cancro Virale, una terribile malattia che non lascia alcun scampo a chi ne viene infettato. La potentissima multinazionale tecnologica BHP corporation (Bridge Human Project), inventa il Bridge, un costosissimo e avveniristico procedimento di trasferimento neurale della coscienza in corpi androidi. Così chi può pagare la procedura riesce a salvarsi, mentre il resto della popolazione mondiale viene lasciata al proprio destino. Dopo il Bridge però nessun androide sembra in grado di sviluppare comportamenti umani. Le coscienze sono addormentate. Solo i fratelli Edward e Brian Murphy, il cui corpo androide non è stato costruito dalla Bhp (ma dalla concorrente GSA System) mantengono consapevolezza di loro stessi. Inoltre, Brian è in grado di far "sognare" gli altri robot, risvegliando così ricordi ed emozioni, per questo viene soprannominato Dreamer, il Sognatore. In un mondo in cui a causa della mancanza di necessità fisiologiche non esiste alcun obiettivo, Dreamer si incarica di risvegliare quanti più androidi possibili e presto attorno ad esso nasce una sorta di religione, il culto del Sogno. Solo la comparsa del terribile Misprizer, un brutale androide militare, pone fine allo stato di cose. 150 anni dopo la Terra è abitata da circa 12 milioni di robot, divisi in Senzienti (risvegliati dal Sognatore) e Dormienti che vivono nell'Agglomerato, l'unica città esistente sotto il dominio di Misprizer, divenuto Re incontrastato del pianeta. Una notte precipita una vecchia stazione spaziale abbandonata, la Red Rekan. Alcuni predoni si recano sul posto, recuperando attrezzature e informazioni apparentemente segrete di cui si appropria lo stesso Misprizer. Deciso a scoprire di quali segreti si tratti, Dreamer incarica Kat la Ladra di introdursi nella Reggia del tiranno e impossessarsi delle informazioni. Essendo stata scoperta, Kat, durante la fuga dalle temibili Guardie senza Mente di Misprizer (o Mindless), si imbatte in Neil 8M, un robot operaio che le salva la vita. I due proseguono assieme verso il rifugio del Sognatore, l'Ossario.

## Premi e riconoscimenti
Robotics è stato in nomination per il Premio Italia 2015 per la fantascienza nella sezione "Fumetto di autore italiano".